# البیشیم
البیشیم (به آلمانی: Albisheim) یک شهر در آلمان است که در راینلاند-فالتس واقع شده‌است.

## خصوصیات
البیشیم ۱۰٫۷۴ کیلومترمربع مساحت دارد ۱۵۰-۱۷۰ متر بالاتر از سطح دریا واقع شده‌است.